# Kwieciszewo
Kwieciszewo (deutsch Kwiecischewo, früher Kwieciszewo, seit 12. Oktober 1904 Blütenau) ist ein Dorf in der Stadt-und-Land-Gemeinde Mogilno im Powiat Mogileński (Mogilnoer Kreis) der polnischen Woiwodschaft Kujawien-Pommern.

## Geographische Lage
Die Ortschaft liegt in der historischen Region Kujawien, auf dem rechten Ufer der Netze, etwa 56 Kilometer südlich von Bromberg und sieben Kilometer südöstlich von Mogilno.

## Geschichte

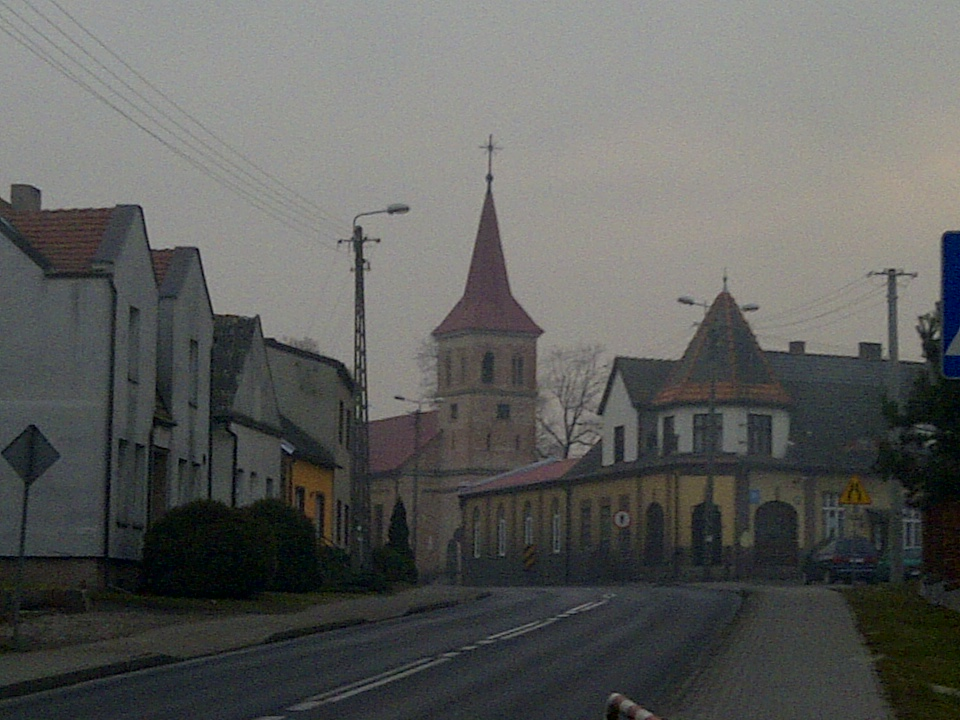
Dorfstraße (2014)

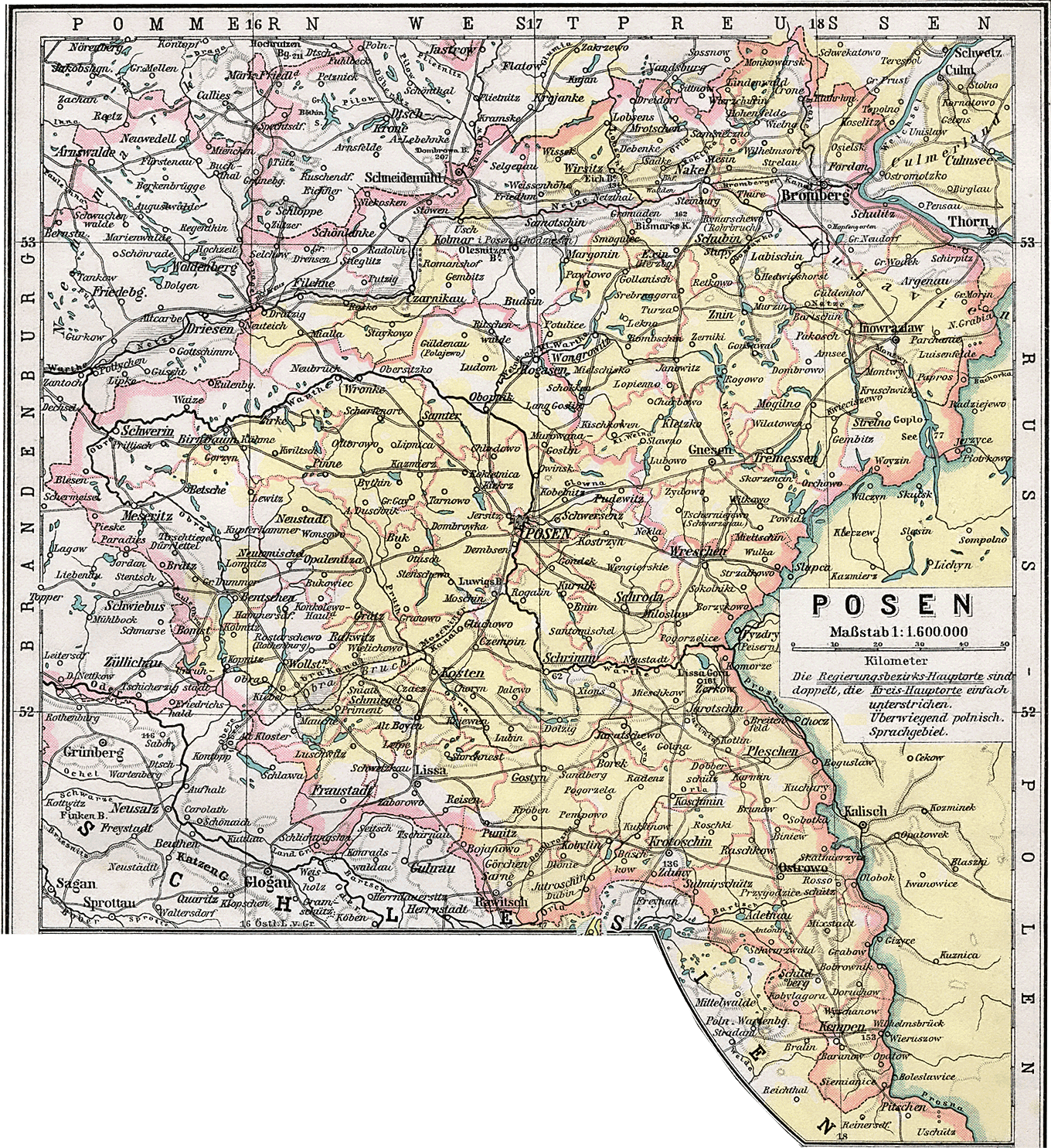
Kwieciszewo, südlich der Stadt Bromberg, südöstlich der Stadt Mogilno und südsüdwestlich der Stadt Inowrazlaw (Hohensalza), auf einer Landkarte der Provinz Posen von 1905 (gelb markierte Flächen kennzeichnen Gebiete mit seinerzeit mehrheitlich polnischsprachiger Bevölkerung)

Der Ort, der in älterer Zeit Quecisow hieß, scheint bereits im 12. Jahrhundert einen größeren Bekanntheitsgrad gehabt haben, denn als die Herzoge Boleslaw, der Kraushaarige (1125–1173) und Mesko, der Alte (1126/27–1202) um etwa 1144 ihren Landbesitz teilen wollten, trafen sie sich hier. Auf Wunsch ihrer Mutter, der Herzogin Salome (~1099–1144), sollte die Ortschaft mitsamt anrainender Ländereien dem bei der Ortschaft Tremessen neu gestifteten Kloster zum Geschenk gemacht werden. Die Herzoge entbanden deshalb die Bewohner Quecisows von allen bis dahin auferlegten Abgaben und Lasten. König Kasimir I. von Polen gestattete um 1342 dem Erzbischof von Gnesen als dem Grundherren die Erhebung der Ortschaft zur Stadt nach Neumarkter Recht; sie war Mittelpunkt einer kleinen Kastellanei, an der Vereinigung der Handelsstraßen von Bromberg und Breslau nach Thorn gelegen. Die Stadt war einst ansehnlicher und soll eine Vorstadt mit 70 Häusern gehabt haben. Um die Mitte des 15. Jahrhunderts war Kwyeczyszew ein unbedeutendes Ackerstädtchen; 1458 hatte es dem Heer nur zwei Krieger zu stellen. Da die Stadt der Geistlichkeit unterstand, waren Ketzer und Juden zum Bürgerrecht nicht zugelassen; Protestanten und Juden konnten sich erst zu preußischer Zeit ansiedeln.
1772 kam Kwieciszewo mit dem Netzedistrikt zu Preußen. Zum Zeitpunkt der Inbesitznahme war die Ortschaft hauptsächlich von Polen bewohnt.
Am 1. Januar 1818 erfolgte die Eingliederung der Stadt Kwieciszewo aus dem Kreis Inowraclaw in den Kreis Mogilno.
Am 14. Oktober 1874 wurde das Stadtrecht entzogen und die Stadtgemeinde Kwieciszewo in eine Landgemeinde gleichen Namens umgewandelt.
Am 12. Oktober 1904 erfolgte die Umbenennung der Landgemeinde Kwiecischewo in Blütenau.
Um 1910 hatte Blütenau eine evangelische Pfarrkirche, eine katholische Pfarrkirche, eine Spar- und Darlehnskasse und eine Molkerei. Haupteinnahmequelle der Dorfbewohner war die Landwirtschaft.
Die Landgemeinde Blütenau gehörte 1919 zum Kreis Mogilno im Regierungsbezirk Bromberg in der preußischen Provinz Posen im Deutschen Reichs. Blütenau war dem Polizeidistrikt Gembitz zugeordnet. Das Standesamt befand sich in Gembitz.
Nach dem Ersten Weltkrieg musste die Region mit Blütenau aufgrund der Bestimmungen des Versailler Vertrags am 10. Januar 1920 an die Zweite Polnische Republik abgetreten werden. Nach dem Überfall auf Polen 1939 durch die deutsche Wehrmacht wurde Blütenau völkerrechtswidrig in den Reichsgau Wartheland des Reichsgebiets eingegliedert, zu dem es bis 1945 gehörte. Die Landgemeinde war dem Amtsbezirk Gembitz (Kr. Mogilno) zugeordnet.
Gegen Ende des Zweiten Weltkriegs wurde die Ortschaft von der Roten Armee erobert und kurz danach von der Sowjetunion der Volksrepublik Polen zur Verwaltung überlassen.

### Demographie
| Jahr | Einwohner | Anmerkungen |
| ---- | --------- | --- |
| 1780 | 205       | Stadt |
| 1783 | 334       | Städtchen, mit einer katholischen Kirche, einer evangelischen Schule, die auch als Bethaus dient, 50 Feuerstellen (Haushaltungen), bewohnt überwiegend von Polen, die Ackerbau betreiben, außerdem von deutschen Berufstätigen |
| 1788 | 350       | Stadt, mit 49 Häusern; nach anderen Angaben 389 Einwohner |
| 1802 | 344       | Stadt |
| 1816 | 330       | Stadt, davon 101 Evangelische, 208 Katholiken und 21 Juden; nach anderen Angaben 59 Wohnhäuser und 401 Einwohner, darunter 115 Lutheraner und zwei Juden                                                                       |
| 1818 | 401       | Stadt |
| 1821 | 532       | Stadt, mit 66 Privatwohnhäusern |
| 1826 | 580       | Stadt, mit einer katholischen und einer evangelischen Kirche sowie 68 Häusern |
| 1837 | 502       | Stadt, mit 70 Häusern |
| 1843 | 633       | [ 2 ] |
| 1852 | 705       | Stadt |
| 1858 | 733       | [ 2 ] |
| 1861 | 746       | Stadt |
| 1867 | 773       | Stadtgemeinde, am 3. Dezember |
| 1871 | 837       | Stadtgemeinde, davon 236 Evangelische, 573 Katholiken und 28 Juden |
| 1885 | 891       | Kwiecischewo, Landgemeinde, am 1. Dezember, davon 204 Evangelische, 659 Katholiken und 28 Juden |
| 1905 | 1006      | Blütenau, Landgemeinde, am 1. Dezember, darunter 159 mit deutscher Muttersprache (158 Evangelische und ein Katholik) und 830 mit polnischer Muttersprache (sämtlich Katholiken); außerdem 17 Juden                             |
| 1910 | 1069      | Blütenau, Landgemeinde, am 1. Dezember, davon 186 mit deutscher Muttersprache (164 Evangelische, sieben Katholiken und 15 Juden) und 879 mit polnischer Muttersprache (sämtlich Katholiken)                                    |

## Religionen

### Katholisches Kirchspiel

Kirche St. Maria Magdalena
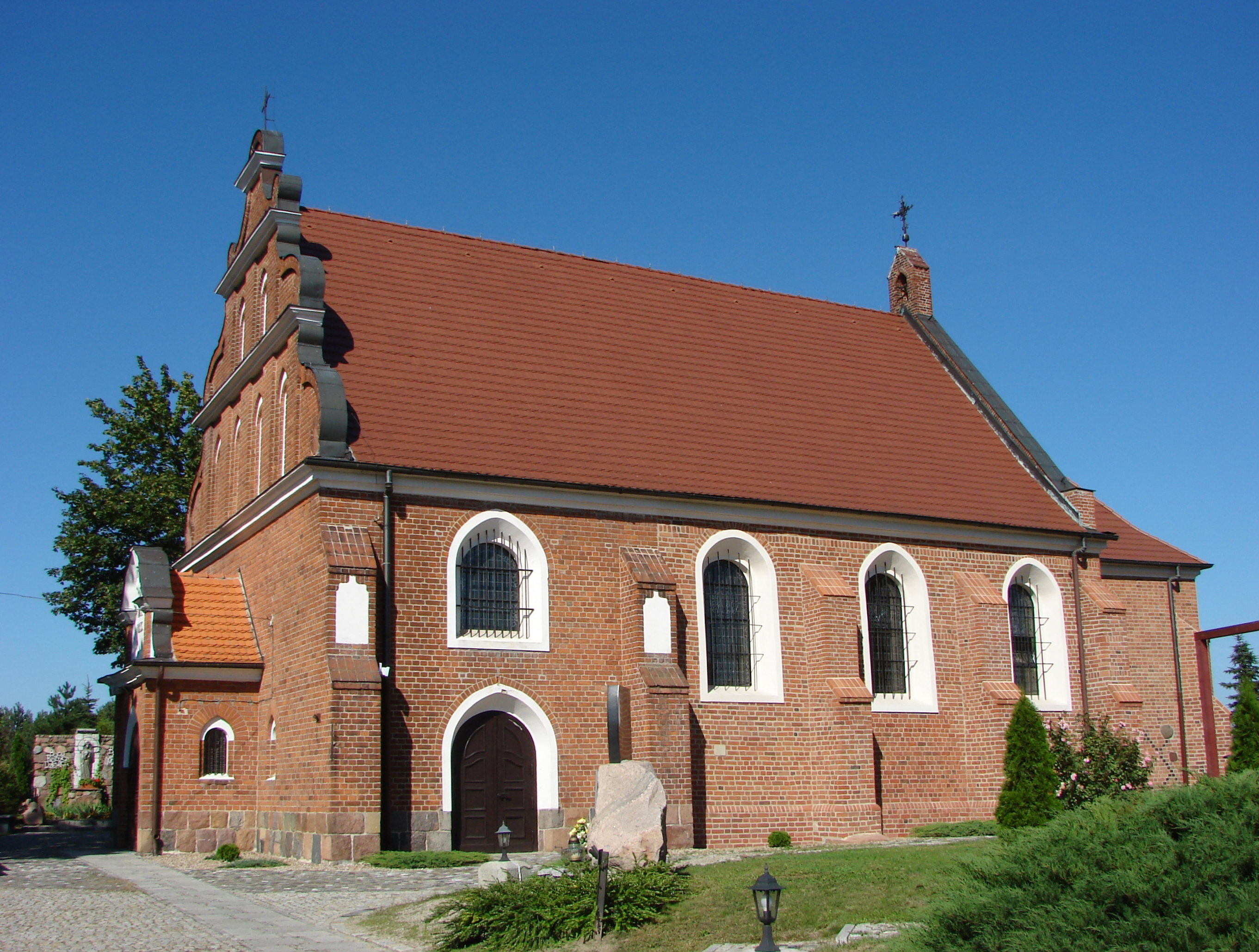
Katholische Pfarrkirche St. Maria Magdala (2016), erbaut 1522
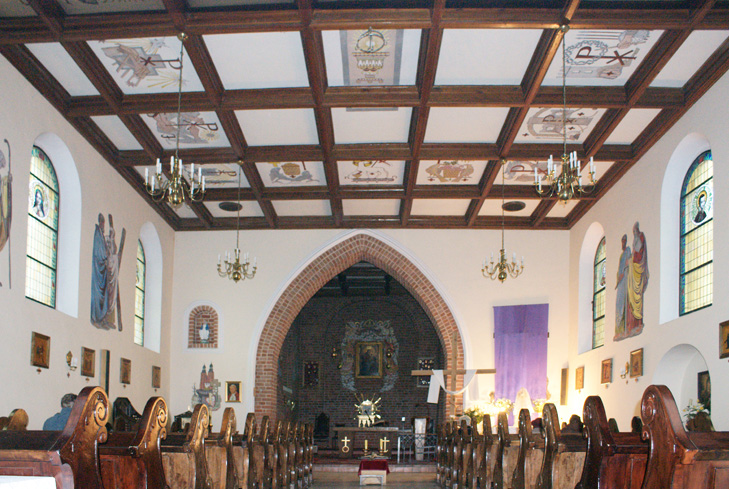
Gebetshalle der Kirche St. Maria Magdalena
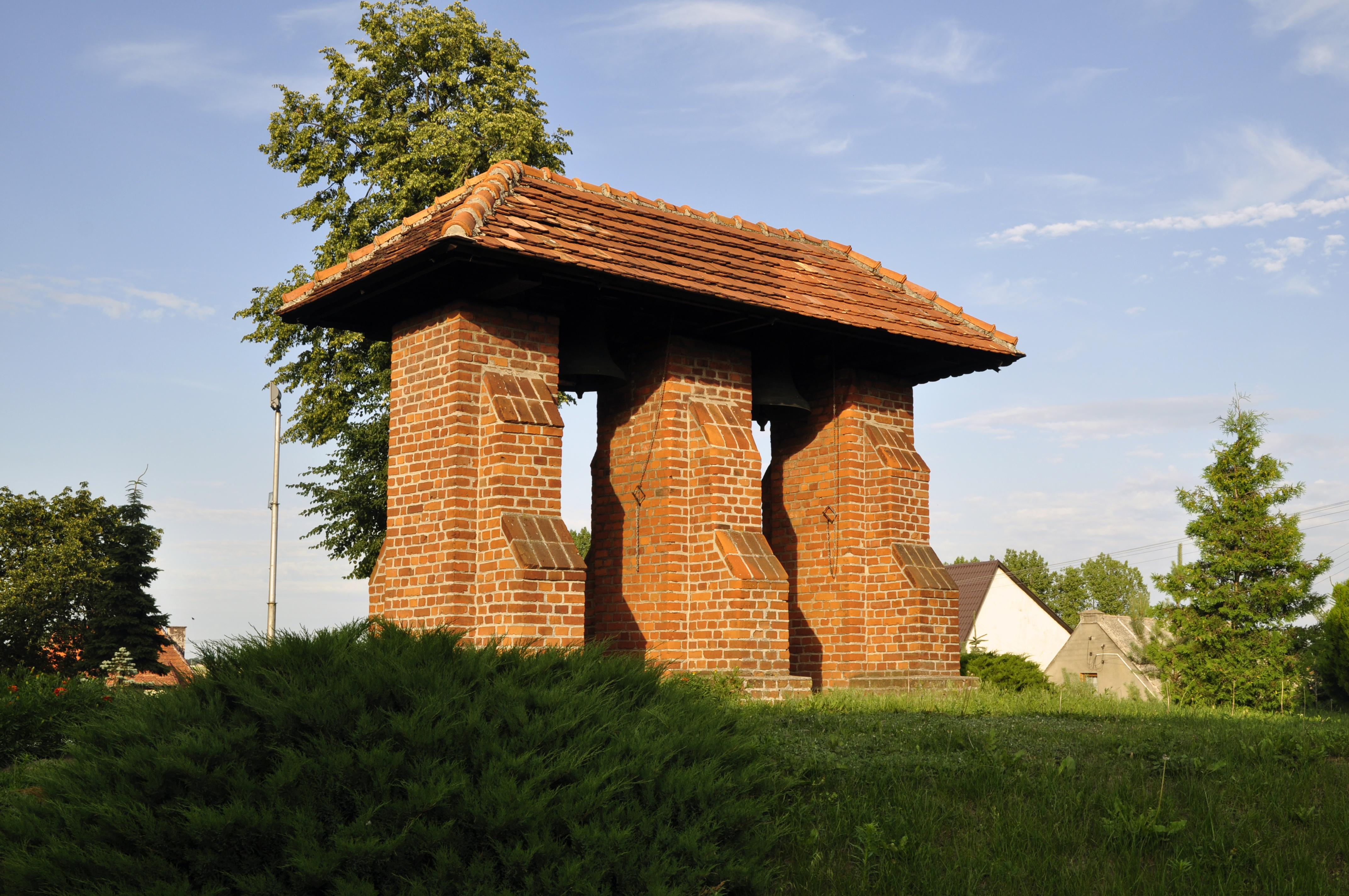
Glockenstuhl der Kirche St. Maria Magdalena

Die katholische Pfarrkirche St. Maria Magdalena ist ein spätgotischer Ziegelbau, der nach der Überlieferung 1522 fertiggestellt wurde. Am Ende des 19. Jahrhunderts hatte die Kirche eine Glocke von 90 cm Durchmesser, die am Hals die Umschrift trug:
Monstra te esse matrem, sumat per te preces
Hinrich Wreden me fecit Thoruny anno 1711
Pfarrer der Kirche werden seit dem Jahr 1358 namentlich genannt.
Das katholische Kirchspiel Kwieciszewo gehörte zu preußischer Zeit zur Diözese Gnesen. Das Patronat übte traditionell das Domkapitel zu Gnesen aus. Über das Patronatsrecht entbrannte nach der Reichsgründung 1871 ein Streit zwischen der Königlichen Regierung zu Bromberg und dem Domkapitel. Das Patronat übernahm schließlich der Staat.

### Evangelisches Kirchspiel bis 1945

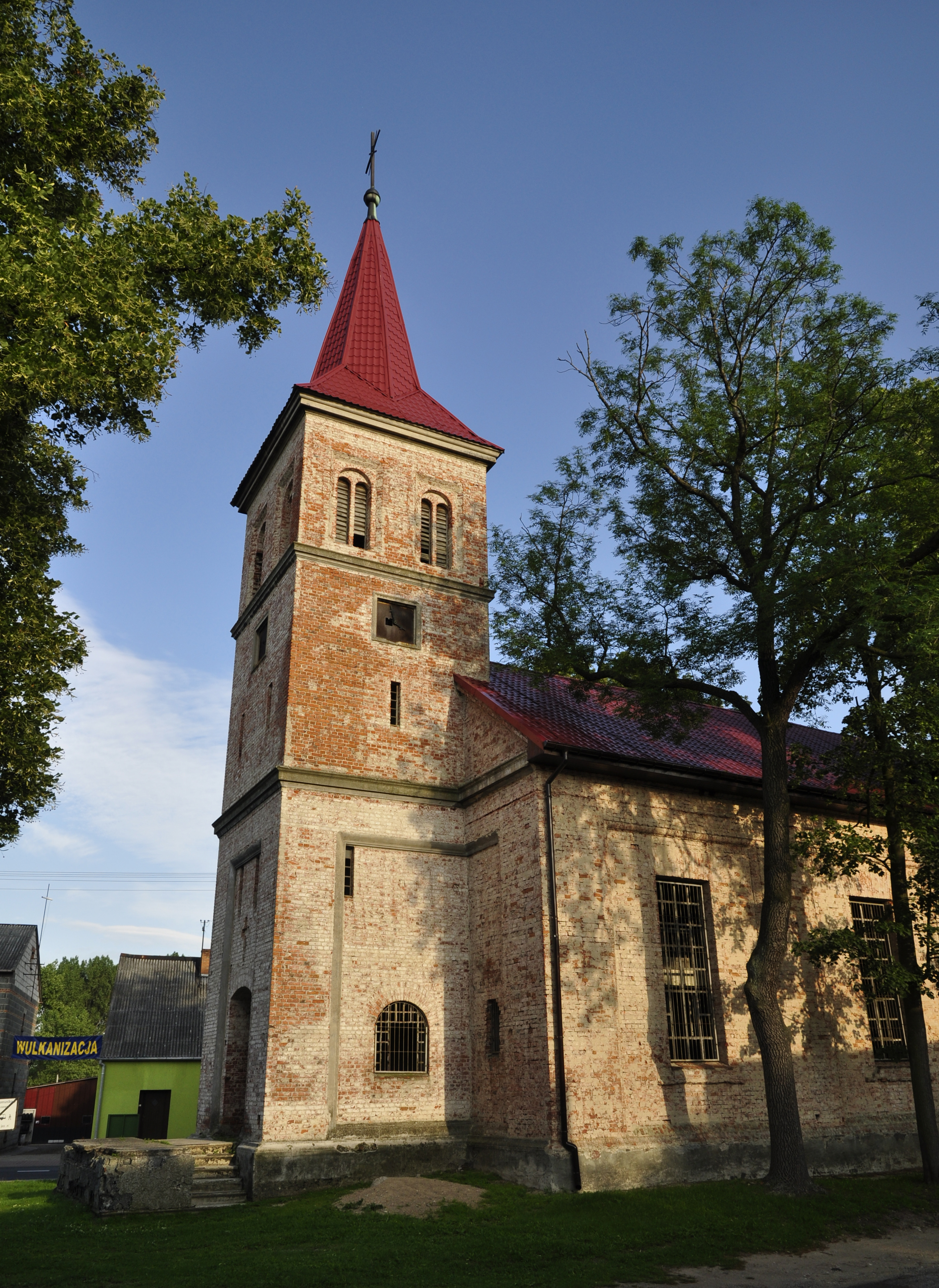
Gebäude der ehemaligen evangelischen Kirche (2012), erbaut vor Mitte des 19. Jahrhunderts

Die ehemalige evangelische Kirche ist ein einige Jahre vor Mitte des 19. Jahrhunderts errichteter Ziegelbau; sie war mit einer Orgel ausgestattet.
Im Jahr 1856 wurde das selbständige evangelische Kirchspiel Kwieciszewo gegründet. Dazu wurden die evangelischen Einwohner umliegender Dörfer aus ihren bisherigen Parochien ausgepfarrt und zu Kwieciszewo eingepfarrt. Zu dem Kirchspiel sollten auch alle im Umkreis von nicht mehr als einer Meile später neu entstehenden Ortschaften sowie evangelische Neusiedler in bisher ausschließlich von Katholiken bewohnten Dörfern von selbst und ohne besondere Einpfarrung gehören. Die evangelischen Kirchenglieder hatten zuvor zur Parochie Strzelno gehört.